# Pelckmans Uitgevers
Pelckmans Uitgevers nv is een uitgeverij in België. Het bedrijf groeide uit De Nederlandsche Boekhandel, die in 1892 werd gesticht. Na contacten tussen Max Rooses en Jan Bouchery in 1890 ontstond de idee een boekhandel te starten met als doel Nederlandstalige literatuur uit Nederland in Vlaanderen te importeren en te verspreiden. De Nederlandsche Boekhandel (DNB) vervulde hiermee een pioniersrol, want het boekwezen in Vlaanderen stond nog in de kinderschoenen.
In 1901 richtte DNB ook een Gents filiaal op. En ondertussen werd de boekhandel ook actief als uitgever. Onder meer voor het werk van Maurits Sabbe, Emmanuel de Bom, Lode Baekelmans en Pol de Mont.
Albert Pelckmans (Turnhout, 28 maart 1910 – Kapellen, 6 oktober 1994), werd in 1934 de eerste Vlaamse directeur. Hij breidde de uitgeverij verder uit. Het literaire fonds werd groter en Pelckmans boorde ook andere markten aan.
Sinds 1953 is De Nederlandsche Boekhandel ook actief als schoolboekenuitgeverij. In de jaren zestig en zeventig volgden de oprichting van Uitgeverij Patmos (religieuze werken) en Helios (populaire uitgaven). In 1961 richtte Albert Pelckmans het Guido Gezellegenootschap op. Het samenbrengen hierin van de beste kenners en specialisten van het oeuvre van Gezelle leidde tot de uitgave van het Verzameld Dichtwerk (1980-1991), een welhaast definitieve uitgave in acht delen van het werk van de Heer ende Meester.
Gedurende de naoorlogse periode, stond De Nederlandsche Boekhandel bekend als een belangrijke uitgever van catholica en publicaties van en over de Vlaamse Beweging. Onder meer in de reeks Mens en Tijd werden historische werken met betrekking tot de Vlaamse Beweging en egodocumenten van Vlaamse Bewegers gepubliceerd onder leiding van prof. dr. Karel Van Isacker.
De zonen van Albert Pelckmans, Jan en Rudi, doopten in 1986 DNB om tot Uitgeverij Pelckmans. De Nederlandsche Boekhandel bleef als boekhandel in het centrum van Antwerpen (Sint-Jacobsmarkt) bestaan tot in 1999.
DNB/Pelckmans is onder meer de uitgever van Gerard Bodifée, Manu Ruys, Derk Jan Eppink, Raoul Bauer, Herman De Dijn, Bart De Wever en Ludo Abicht. De uitgeverij is de jongste jaren vooral actief op het vlak van religie en filosofie.
Thom Pelckmans leidt sedert eind jaren negentig de uitgeverij. Het educatieve fonds is de laatste jaren stevig gegroeid. Zo werd een fonds kleuter- en basisonderwijs opgestart met o.a. nieuwe uitgaven voor godsdienst en wereldoriëntatie. Ook voor het secundair onderwijs werden verschillende nieuwe projecten gerealiseerd.

## Geschiedenis
In 1892 werd de Nederlandsche Boekhandel opgericht in Antwerpen. Doel van de vennootschap was: "het drijven van boekhandel en aanverwante vakken in den meest algemeenen zin des woord, bijzonderlijk het bevorderen van Noord- en Zuidnederlandsche uitgaven". De Nederlandsche Boekhandel wordt een belangrijke importeur van Nederlandse uitgaven in Vlaanderen.
In 1934 werd Albert Pelckmans, voorheen vrijwilliger in de boekhandel, op drieëntwintigjarige leeftijd directeur en eigenaar. Hij zou na enkele jaren de tot dan toe eerder beperkte uitgeefactiviteiten succesvol uitbouwen. In eerste instantie zorgde hij voor uitbreiding van het eigen literaire fonds, onder andere met het werk van Maurice Gilliams en Karel Jonckheere. Door de overname van uitgeverij De Oogst nam De Nederlandsche Boekhandel een grote uitbreiding.
Na de Tweede Wereldoorlog, in 1945, werd het literaire fonds afgebouwd en verschoof de aandacht naar wetenschappelijk en essayistisch werk en ook naar schoolboeken.
In 1968 verhuisden de uitgeefactiviteiten van De Nederlandsche Boekhandel naar Kapellen. De zonen van Albert Pelckmans, Jan en Rudi, kwamen aan het hoofd van de uitgeverij te staan. De derde zoon, Luc, nam de leiding van de eveneens in Kapellen gevestigde Drukkerij Ripa.
In 1973 trok Albert Pelckmans zich terug uit het boekenvak.
In 1986 werd Uitgeverij De Nederlandsche Boekhandel omgedoopt tot Uitgeverij Pelckmans. De Nederlandsche Boekhandel bleef als boekhandel bestaan tot in 1999.
In 1995 versterkte Uitgeverij Pelckmans gestaag haar positie in het secundair onderwijs. Thom Pelckmans nam de leiding van de uitgeverij over en in de daarop volgende jaren zou hij het aanbod educatieve methoden serieus uitbreiden.
In 2004 verschenen de eerste handboeken voor het basisonderwijs.
In 2012 was Uitgeverij Pelckmans uitgegroeid tot een van de hoofdrolspelers op de Vlaamse educatieve uitgeefmarkt en verhuisde zij naar Kalmthout. De eerste leerboeken voor de Franstalige markt onder de naam 'Editions Pelckmans' verschenen.
In 2012 werd tevens gestart met de bouw van een nieuw logistiek centrum.
Begin januari 2013 werd Uitgeverij Abimo overgenomen. Abimo geeft additionele educatieve publicaties en een uitgebreid zorgfonds uit. Ook een beperkt kinder- en jeugdboekenfonds is onderdeel van deze uitgeverij.
Begin maart 2015 werd fictie- en non-fictie-uitgeverij Polis opgericht. Dat leidde tot het omstreden ontslag van Karl Drabbe. Vlaams minister-president Geert Bourgeois stelde dat het er steeds meer op lijkt dat het ontslag het gevolg is van zijn politiek-ideologische overtuiging.
In juni 2016 werd de nieuwe groepsstructuur Pelckmans uitgevers gepresenteerd. Pelckmans uitgevers positioneerde zich als een ambitieuze uitgeverij die als onafhankelijke, sterke speler een hoogkwalitatief aanbod voor de brede lezersmarkt wilde brengen. In april werd ook Pelckmans Pro gelanceerd. Deze uitgeverij richt zich op de professionele en algemeen wetenschappelijke markt.
Sinds 1 januari 2016 maakt Uitgeverij Van Halewyck deel uit van Pelckmans uitgevers. Ook werd begonnen met de promotie en import van een aantal belangrijke Nederlandse uitgeverijen.
In 2020 herschikt Pelckmans uitgevers zijn merkenportefeuille bij de algemene boeken en legt focus op het merk ‘Pelckmans uitgevers’.
In 2021 krijgt Pelckmans Uitgevers (nu met hoofdletter U) een nieuw logo.

## Manga
Pelckmans gaat vanaf 2026 Japanse manga's uitgeven in het Nederlands.
| Titel                         | Auteur(s)       | Jaar (origineel) | Delen (origineel) | Status (origineel) | Jaar (NL)    | Delen (NL) | Status (NL) |
| ----------------------------- | --------------- | ---------------- | ----------------- | ------------------ | ------------ | ---------- | ----------- |
| Astra: Verdwaald in de ruimte | Kenta Shinohara | 2016 – 2017      | 5                 | Voltooid           | 2026 - heden | 0          | Bezig       |
| One Piece                     | Eiichiro Oda    | 1997 - heden     | 112               | Bezig              | 2026 - heden | 0          | Bezig       |